# جوردان ماكراي
جوردان ماكراي (بالإنجليزية: Jordan McRae)‏ مواليد 28 مارس 1991 في سافانا، هو لاعب كرة سلة محترف أمريكي بدأ مسيرته الاحترافية في سنة 2014 حيث تم اختياره من قبل فريق سان أنطونيو سبرز خلال الدرافت، يلعب مع فريق كليفلاند كافالييرز في الرابطة الوطنية لكرة السلة ويحمل الرقم 12. يبلغ طوله 6 قدم 5 بوصة (2.0 م).

## إحصائيات المسيرة

### الموسم الاعتيادي
| السنة   | الفريق             | لعب | بدأ | دقيقة | ميداني% | ثلاثية | حرة  | ارتداد | صنع | استلاب | تصدي | نقطة |
| ------- | ------------------ | --- | --- | ----- | ------- | ------ | ---- | ------ | --- | ------ | ---- | ---- |
| 2015–16 | فينيكس صنز         | 7   | 0   | 11.7  | .423    | .273   | .800 | 1.1    | 1.4 | .4     | .0   | 5.3  |
| 2015–16 | كليفلاند كافالييرز | 15  | 1   | 7.5   | .442    | .636   | .692 | .8     | 1.0 | .0     | .1   | 4.1  |
| المسيرة | المسيرة            | 22  | 1   | 8.9   | .436    | .455   | .750 | .9     | 1.1 | .1     | .0   | 4.5  |

## روابط خارجية
- جوردان ماكراي على موقع الدوري الأوروبي لكرة السلة (الإنجليزية)
- جوردان ماكراي على موقع إن بي أي (الإنجليزية)
- جوردان ماكراي على موقع سبورتس رفرنس (الإنجليزية)
- جوردان ماكراي على موقع الدوري الإسباني لكرة السلة (الإسبانية)
- جوردان ماكراي على موقع كرة السلة الأوروبية.كوم (الإنجليزية)
- جوردان ماكراي على موقع إي إس بي إن.كوم (الإنجليزية)
- جوردان ماكراي على موقع كلية كرة السلة في سبورتس رفرنس.كوم (الإنجليزية)
- جوردان ماكراي على موقع ريلجم (الإنجليزية)
- جوردان ماكراي على موقع بروبوليرز (الإنجليزية)
- جوردان ماكراي على موقع سبورتس رفرنس (الإنجليزية)